# Eudonia dinodes
Eudonia dinodes là một loài bướm đêm trong họ Crambidae.